# Victor Lundholm
Carl Adam Victor Lundholm, född 24 december 1846 i Köping, död 11 juli 1935 i Stockholm, var en svensk bokhandlare.
Victor Lundholm var son till lykttändaren Carl Eduard Lundholm. Efter läroverksstudier i Köping anställdes han 1861 vid M. Barkéns bokhandel där. 1862 flyttade han till Stockholm, där han först var anställd hos C. J Rydelius, och därefter från 1863 i P. A. Huldbergs bokhandel till 1872. Lundholm blev vid denna tid starkt påverkad av Carl Olof Rosenius väckelserörelse. 1870 grundade han i Stockholm under firmanamnet C. A. V. Lundholm ett förlag för religiösa böcker, vilket inom kort rönte stor framgång. Särskilt fick Lundholms utgåvor av de amerikanska väckelsepredikanterna Dwight Lyman Moody och Ira David Sankeys sånger stor spridning på 1870-talet. Förlaget ombildades 1911 till aktiebolag med Lundholm som VD. Firman ägnade sig även åt försäljning av musikinstrument, särskilt pianon, och upprättade en orgelfabrik i Stockholm. Instrumentaffärerna blev så småningom det väsentliga.